# Канер Еммануїл Айзикович
Емануїл Айзикович Канер (19 листопада 1931, Харків — 25 липня 1986, Харків) — радянський фізик-теоретик. Член-кореспондент АН УРСР (1982), доктор фізико-математичних наук (1963). Професор (1971). Лауреат Державної премії УРСР в галузі науки і техніки (1980).

## Біографія
Еммануїл (Моня) Айзикович Канер народився в Харкові в сім'ї службовця центрального залізничного поштамту Айзік Менделевича Канера і бухгалтера Розалії Мойсеївни Пасс. Під час війни, в 1941-1944 роках, жив з матір'ю в Благовєщенську (батько був мобілізований, служив начальником спецвідділу військовопоштового сортувального пункту № 6 військ зв'язку, старший лейтенант адміністративної служби). 1954 року закінчив фізико-математичний факультет Харківського університету за двома спеціальностями («експериментальна фізика», «теоретична фізика»). 1956 року захистив кандидатську дисертацію на тему «Теорія циклотронного резонансу в металах», а в 1963 році — докторську дисертацію на тему «Бозевські збудження і резонансні явища в металах».
Працював в Інституті радіофізики та електроніки АН УРСР (ІРЕ АН УРСР) від його заснування 1955 року, з 1965 року очолював відділ теорії твердого тіла, який сам організував. Викладав на кафедрі теоретичної фізики Харківського університету (з 1966 року). Був редактором журналу «Solid State Communications».
Очолював наукові роботи низки відомих фізиків Росії, України, США (В. О. Ямпольського, О. Віленкіна, Роберта Шехтера, М. М. Макарова та інших), під його керівництвом було захищено понад 20 кандидатських дисертацій.

## Наукова діяльність
Роботи Канера присвячені фізиці твердого тіла, електродинаміки металів, радіофізиці, магнітній акустиці . Перші роботи стосувалися інтерференції світла в тонких металевих плівках і теорії аномального скін-ефекту. 1956 року спільно з М. Я. Азбелєм відкрив циклотронний резонанс у металах («циклотронний резонанс Азбеля-Канера», зареєстровано в Державному реєстрі відкриттів СРСР 1966 року), розвинув його загальну кінетичну теорію, передбачив явище відсічення циклотронних резонансів .
Низка робіт присвячена теорії поширення електромагнітних хвиль в металах. Спільно з В. Г. Скобовим передбачив кілька типів радіохвиль, здатних проникати в метал, виявив магнітне затухання Ландау — новий механізм беззіштовхувального загасання хвиль в металах. Ці досягнення стали початком радіоспектроскопії металів. Спільно з В. Ф. Гантмахером відкрив і вивчив балістичний (одночастковий) механізм проникнення радіохвиль в метали, що приводить до виникнення так званих мод Гантмахер-Канера (зареєстровано, як відкриття СРСР «Электромагнитные всплески в проводящей среде», диплом No 80, пріоритет відкриття: 24 жовтня 1962 р., автори М. Я. Азбель, В. Ф. Гантмахер, Е. А. Канер). Розглянув питання нестійкості хвиль в плазмі, передбачив нові типи нестійкості (спіральну та циклотрону параметричну).
У галузі магнетоакустичних властивостей металів отримали визнання роботи з акустичного циклотронного резонансу, резонансу на відкритих орбітах, гелікон-фононного резонансу, ряду явищ при електрон-фононних взаємодіях в металах. 1980 року праці цього напрямку були відзначені Державною премією УРСР в галузі науки і техніки.
Висловив низку ідей про процеси поширення радіохвиль в атмосфері, важливих з практичної точки зору. Незалежно від А. Шавлова запропонував метод лазерного розділення ізотопів.

## Сім'я
- Дружина — доктор фізико-математичних наук Ірина Яківна Фуголь (нар. 1932), до 1999 — завідувачка відділу Фізико-технічного інституту низьких температур АН УРСР, лауреатка Державної премії УРСР (1977), заслужений діяч науки і техніки України.[8]
  - Дочка — Наталія Хензель, кандидат фізико-математичних наук.[9]

## Нагороди
- Державна премія УРСР в галузі науки і техніки (1980)

## Вибрані публікації

### Книги
- EA Kaner, VG Skobov. Electro-magnetic Waves in Metals in a Magnetic Field. — London: Taylor and Francis, 1968.
- EA Kaner, VG Skobov. Plasma effects in metals: Helikon and Alfven Waves. — London: Taylor and Francis, 1971.
- Канер Е. А. Вибрані праці. — Київ: Наукова думка, 1989.

### Статті
- Мень А. В., Брауде С. Я., Басс Ф. Г., Канер Э. А. Флуктуации электромагнитных волн в тропосфере при наличии поверхности раздела // УФН. — 1961. — Т. 73, вип. 1 (24 березня). Архівовано з джерела 4 березня 2016. Процитовано 3 січня 2021.
- Скобов В. Г., Канер Э. А. Электромагнитные волны в металлах в магнитном поле // УФН. — 1966. — Т. 89, вип. 7 (24 березня). Архівовано з джерела 20 липня 2018. Процитовано 3 січня 2021.
- Канер Э. А., Гантмахер В. Ф. Аномальное проникновение электромагнитного поля в металл и радиочастотные размерные эффекты // УФН. — 1968. — Т. 94, вип. 2 (24 березня). Архівовано з джерела 20 липня 2018. Процитовано 3 січня 2021.
- Яковенко В. М., Канер Э. А. Гидродинамические неустойчивости в твердотельной плазме // УФН. — 1975. — Т. 115, вип. 1 (24 березня). Архівовано з джерела 22 липня 2018. Процитовано 3 січня 2021.
- Kaner EA, Tarasov Yu. V., Usatenko OV, Absorption of Rayleigh sound in metals with several groups of carriers , 19th conference on acoustic electronics and quantum acoustics, Moscow, 1976, 2 ps.
- Kaner EA, Tarasov Yu. V., Usatenko OV, Rayleigh sound absorption in metals with several groups of carriers , 19th conference on physics of low temperatures, Minsk, 1976, 2 ps.
- Kaner EA, Tarasov Yu. V., Usatenko OV, Interaction of helicons and drift electromagnetic waves in semimetals , 11-th conference on theory of semiconductors, Uzhgorod, 1983, pp. 234—235.

- Андреев А. Ф., Гинзбург В. Л., Гуляев Ю. В., Еременко В. В., Каган Ю. М., Кадомцев Б. Б., Келдыш Л. В., Пожела Ю. К., Сагдеев Р. З., Скобов В. Г., Усиков А. Я., Шестопалов В. П. Памяти Эмануила Айзиковича Канера // УФН. — 1987. — Т. 151, вип. 2 (24 березня). — С. 377—378. Архівовано з джерела 20 липня 2018. Процитовано 3 січня 2021.